# 新東京都民ゴルフ場
新東京都民ゴルフ場（しんとうきょうとみんゴルフじょう）は、 東京都足立区新田にあるゴルフ場である。

## 概要
1955年（昭和30年）、東京にはゴルフ場が「小金井カントリー倶楽部」の一カ所しかなかった。安達建設（前身・安達幸三郎商店）の安達幸三郎は、ゴルフの大衆化を目指し、荒川河川敷に36ホールの広大なゴルフ場「東京都民ゴルフ場」（後・新東京都民ゴルフ場）を開場した。安達建設は、1885年（明治18年）に創業の造林業で、「名古屋ゴルフ倶楽部・和合コース」に芝生を納入したことからゴルフ場との関りを持ち、ゴルフ場の造成工事にも携わるようになり、国内で多くのゴルフ場の建設実績がある。
安達から経営を引き継いだ次男の安達貞市によりゴルフが多くの民衆が楽しめるスポーツとなった。東京都民ゴルフ場は、台風が来るたびにコースが冠水し、貞市は「東京都民ゴルフのメンバーを救うため」と、新たなゴルフ場建設に向けてコース用地を探した。探し当てたのが、茨城県伊奈村小島新田の原野である。「日観興業株式会社」により、36ホール規模分の用地を買収し「茨城ゴルフ倶楽部」が誕生した。貞市は東京都民ゴルフ場の設計を上田治に依頼した。 
ゴルフ場建設地は、関東初の河川敷コースである、また、東京都足立区・北区、埼玉県の3つの自治体にまたがり、河川敷の持ち主は国土交通省が監督官庁である、数多くの許認可をクリヤーしなければならなかった。造成工事でも困難が待っていた、建設中に台風や大雨で造成現場が冠水することもあった。1958年（昭和33年）9月27日、建設最中に狩野川台風など大きな台風で大打撃を被り長期間クローズしたことがあった。上田の設計した36ホールは、このように多くの困難に打ち勝って誕生した。
東京都民ゴルフ場は、日本のゴルフ場史を語るうえで欠かせない、ゴルフ場の父といわれるチャールズ・ヒュー・アリソンの影響を受けた上田が設計し、ゴルフ場史に名を残す安達貞市が造ったコースであり、かつて契約プロとして林由郎が在籍し、青木功や金井清一が修業した。そして、現存する都内では2番目に古いゴルフ場であり、東京都民に愛されたゴルフ場である。
国土交通省荒川下流事務所より、防球ネット等の安全対策を至急実施するよう指導を受けた。近隣の人口増加の影響やたびたびの用地接収を受け規模を縮小し、18ホール・パー63から、9ホール・パー31に縮小された。河川敷の散歩、ジョギング、サイクリングなどの住民の増加で、打球事故が問題となった。2007年（平成19年）2月2日、足立区のゴルフ場運営競技会で9ホールでの営業が可決された。同年4月1日、鹿浜橋上流部の9ホールの営業となった。
2009年（平成21年）11月30日、「日観興業株式会社」は、国土交通省の指導により、下流部分の9ホールを閉鎖して上流部分の9ホールで営業してきたが、会員組織を解散し経営から撤退することを決めた。9ホール規模での会員制での維持は困難なことから、足立区と協議の上で撤退する意思を表明していた。ゴルフ場が解散した時には、おおよそ400名ほどの共通会員が存在していた。
2010年（平成22年）3月31日、足立区が国から河川占用許可を得て経営契約を行っていることから、運営協議会において運営事業者の選定が行われ、地元企業で造園などの実績がある「株式会社NIHON・TURF＆GREEN」の運営が決定された。ゴルフ場名を東京都民ゴルフ場から「新東京都民ゴルフ場」に名称変更された。会員組織を持たないパブリック運営となり、クラブハウスを設けないカジュアルなスタイル、ショートホール中心に2つのミドルホールと1つのロングホールの構成となった。 
2019年（令和元年）11月7日、台風19号の影響でゴルフ場が全面冠水し致命的な被害を受けた。「想像をはるかに超える、大量のヘドロが運ばれてきていた」、地盤沈下によりコースが川よりも低くなっているため、排水できなくなっている、大型台風にはなすすべがなかった。同年12月31日、復旧作業と営業再開の可能性を検討したが、再開が不可能となったため閉鎖された。2020年（令和2年）6月26日、「葵会グループ」の支援で、同年8月1日より営業再開が決定した。
2020年（令和2年）8月1日、リニューアル・オープン記念式典が行われ、青木功プロ、日本プロゴルフ協会会長・倉本昌弘、足立区関係者などが出席した。2021年（令和3年）、4月1日より「STTG友の会」の開始を発表した、メンバー募集期間は令和3年2月12日より3月31日、募集人数は120名、有効期間は1年間、入会金年会費48,000円と、セミパブリックの運営となる。

## 所在地
〒123-0865 東京都足立区新田一丁目15番1号

## コース情報
- 開場日 - 1955年9月9日
- 設計者 - 上田 治
- 面積 - 268,000m2（約8.1万坪）
- コースタイプ - 河川敷コース
- コース - 9ホールズ、パー31、3,904ヤード
- フェアウェー - コウライ
- ラフ - ノシバ
- グリーン - 2グリーン、ベント、コウライ
- ハザード ^ バンカー、池が絡むホール
- ラウンドスタイル - 全組セルフプレ、歩きプレー(手引きカート)
- 練習場 - 無し
- 休場日 - 年中無休[11]

## ギャラリー
- コース - 「新東京都民ゴルフ場」、コース紹介、2021年3月29日閲覧
- ハウス - 「新東京都民ゴルフ場」、施設紹介、2021年3月29日閲覧

## 交通アクセス
鉄道
- JR京浜東北線 - 王子駅より タクシー利用約10分
- 東京メトロ南北線 - 王子駅より タクシー利用約10分[12]

道路
- 首都高速川口線 - 鹿浜橋出入口[12]

## 関連文献
- 『全国ゴルフ・コース案内 関東篇 第1集』、「東京都民ゴルフ場」、水谷準著、東京 ベースボール・マガジン社、1960年、2021年3月29日閲覧
- 『月刊ゴルフマネジメント 12月』、「支配人インタビュー 東京都民ゴルフ場 家村一敏支配人、東京 一季出版、1992年12月、2021年3月29日閲覧
- 『ゴルフ場ガイド 西版』、2006-2007、「東京都民ゴルフ場」、東京 ゴルフダイジェスト社、2006年5月、2021年3月29日閲覧